# Ozodicera (Ozodicera) cygniformis
Ozodicera (Ozodicera) cygniformis is een tweevleugelige uit de familie langpootmuggen (Tipulidae). De soort komt voor in het Neotropisch gebied.